# Антон Биков
Антон Биков e български учител, писател, читалищен деец и краевед, изследвал историята на родното си място и на пловдивските католически села.

## Биография
Антон Генчев Биков е роден през 1904 г. в село Медово, Чирпанско. Той описва майка си Слава Антонова като много интелигентна жена, която му е разказвала стотици приказки, a баща си като средногорски нервак. Майка му умира през 1913 г. Тя е дъщеря на поп Антон (Доньо) Илиев — свещеник и учител, активен участник в църковната и революционната борба преди Освобождението. В документално мемориалния и литературен сборник „150 г. от рождението на Левски“ е описано посещението на Апостола в чирпанските села и срещата му с поп Антон. Вуйчо на Антон е Миньо поп Антонов, също учител и автор на „Исторически бележки за учебното дело на село Медово, околия Чирпанска“, издадени през 1921 г.
Антон учи и завършва с отличие гимназия в град Чирпан. Тогава е симпатизант на Българската комунистическа партия (тесни социалисти), която през това време е забранена. В последната си ученическа година е арестуван, заедно с други двама съученици, като са съдени на няколко съдебни инстанции. Обвинението е за антидържавна дейност. Прокуратурата апелира за смъртни присъди. Спасява ги това, че са още непълнолетни и една неочаквана амнистия през 1926 г. Още през 1928 г. е отпечатана първата му творба. Почти през целия си активен живот пише произведения от различен жанр. Писал е почти непрекъснато.
През 1931 г. започва да преподава в училището в село Алифаково (днес кв. Парчевич на град Раковски). Там преподава и неговата съпруга. Преди това е бил начален учител и в съседното село Стряма. Антон Биков се увлича от читалищна дейност и самодейност. Между 1938 и 1943 г. е дописник на пловдивския вестник „Воля“, където в рубриката „Нашето село“ публикува репортажи за Антраниково (Алифаково), Секирово и Генерал Николаево. На 26 октомври 1944 г. е публикувана неговата статия „В помощ на народния съд“, която е част от кампанията в пресата, с която се прави опит публично да се легитимира изключването на „писателите-фашисти“ от Съюза на българските писатели. През есента на 1944 г. е мобилизиран за 4 месеца.
След издaването на неговата творба Литературно-обществен образ на Иван Вазов през 1945 г., Биков е привикан спешно от Демир Янев, отговарящ за просвета и култура в Пловдив, а по-късно и министър на образованието. Той едва не уволнява Биков и жена му, но се заканва никога повече да не бъде издаван. След 1945 г. по скалъпени обвинения, той е интерниран и в продължение на пет години живее и работи в град Балчик. Въпреки това Биков си остава русофил с леви убеждения. Там основава „Литературно дружество за руска проза и поезия“. Връща се в началото на 1950-те в село Парчевич, но работи като заместващ учител в съседното село Секирово. Работи в училищата в католическите села до 1954 г. През този период и след това той е дописник на пловдивския вестник „Отечествен глас“. Антон Биков е известен като яростен защитник на правилния правопис и правоговор. Написва няколко творби на тема „Българска граматика“. Изучава и познава добре местния павликянски диалект. Пише пиеса за Септемврийското въстание от 1923 г. на местен диалект и тя е играна от самодейци на читалище „Девети септември“ в Секирово.
По време на разрушаване на старите сгради около пощата и формиране на сегашния площад в Пловдив през 1954 г. ученици от Обувния техникум (някои от които са от Секирово) намират изхвърлени ръкописи и книги между разрушаваните сгради до Военния клуб. Две от творбите са на Антон Биков. Едната е поемата „Орач“ — в нея се описва труда на селския стопанин от 1930-те години. А другата може да се предположи, че е някоя от дадени за печат, но неиздадени творби. Творбите отново не са върнати на автора.
След това живее при своя син, който е военен офицер в Харманли, а по-късно и в Пловдив. След пенсионирането си животът му минава между град Раковски и Пловдив. В средата на 1970-те преживява инсулт, който леко засяга изговарянето на някои думи. През летните месеци ежедневно изминава пеша (с бомбе на главата и с дървен бастун) пътя между кварталите на град Раковски, като поздравява или заговаря всеки срещнат. След интернирането му през втората половина на 1940-те до неговата смърт, той не посещава родното си място и дори не присъства на погребенията на своите близки там.
След 1945 г. не са печатани негови творби. Той оставя много ръкописи и книги в къщата на свои съседи в град Раковски. Много местни хора са вземали за кратко или дълго ползуване негови изследвания за семейните родове и са ги връщали след преписването или по-късно след копирането им.
Умира през 1980 г. Погребан е в гробишния парк на квартал „Парчевич“ в град Раковски. От 2019 г. една от улиците в град Раковски носи неговото име.

## Творчество
За повече от 35 години, Антон Биков успява да събере много легенди, сказания, притчи и факти за родния си край, за католическия хайдутин Георги Качака, за историята на село Стряма и за историята на образованието в пловдивските католическите села. Прави задълбочено изследване за произхода и корените на повечето семейства в село Балтаджии (днес кв. Секирово на град Раковски), за което е ползвал и църковните архиви. След 1940 г. започва да издава под псевдонима Антон Грешний.
През 1941 г. излиза от печат неговият сборник от разкази „Хора без сърца“, включващ разкази хора от Секирово и околните села: за Рачовата (Романова) кръчма, за местните „жрици на любовта“ — Кьоша, Севовица и Гранда, за джебчията Груйов, за Тобия Котов — Торбешко, от четата на Митьо Ганев, за „бандитите“ Новичков и Гущера, за убийството на Еньо Диков, за бездушието на младеж към давещите се селяни в река Стряма, за местния секретар бирник и др.
Антон Биков е един от съставителите на литературен сборник озаглавен „Провинция“ заедно с Васил Гетнов, Иван Пеневски и Петър Сотиров. В сборника са включени произведения на автори от цялата страна. Сборникът е издаден през 1941 г. в 1500 екземпляра, отбелязан е като том първи, но няма данни да е излизал втори том. Книгата е отпечатана в Хасково в печатница „Атанас Г. Узунов“.

### Издадени творби
Негови произведения са издавани в Пловдив.
- Биков А. Г. „Пияният.“ Пловдив, 1928 г.
- Биков А. Г. „Пияницата Маврудов: Пиеса.“ Пловдив, 1934 г.
- Биков А. Г. „Детето на село: Живот и възпитание: Etude“. Библиотека „Трактор“, Пловдив, 1934 г.
- Биков А. Г. „Звездин: Драма.“ Библиотека „Трактор“, Пловдив, 1934 г.
- Биков А. Г. „Медово.“ Пловдив, 1938 г.
- Биков А. Г. „Хам: Mysteria.“ Пловдив, 1939 г.
- Биков А. Г. „До Юмрука и Богдан.“ Библиотека „Усмивки“, Пловдив, 1940 г.
- Биков А. Г. „Медовски приказки.“ Пловдив, 1940 г.
- Грешний А. „Черно тегло: Повест.“ Библиотека „Усмивки“, Пловдив, 1940 г.
- Грешний А. „Хора без сърце: Разкази.“ Пловдив, 1941 г.
- Грешний А. „Георги Качакът-Католишки хайдутин“ Библиотека „Трактор“, Пловдив, 1945 г.
- Грешний А. „Иван Вазов-Литературно-обществен образ.“ Библиотека „Трактор“, Пловдив, 1945 г.
- Грешний А. „История на правописния въпрос: Etude.“ Библиотека „Трактор“, Пловдив, 1945 г.

### Неиздадени творби
След като спират да го издават през 1945 г., той събира много от новите си творби в един голям класьор със заглавие „Парадокси“.
Известни неиздадени творби:
- исторически изследвания и разкази:
  - „История на родовете в Секирово“
  - за уважавана калугерка от Балтаджии „Камата“
  - „Историята на село Билнере“
    - „Последният павликянин“

  - „История на Злата (злобната) могила“
    - „Ездачи“

  - за кърджалийски банди от края на XVIII в.
  - за пехливанина (борец) „Гересчи Узун“ от Калъчлия
  - за ограбването и убийството на папски пратеник в староприемница в Балтаждии през XIX в.
  - за укриването на партизанина Иван Чуков
- поема „Орач“ (цял живот е съжалявал, че ръкописът му не е върнат от издателя)
- повест „Престъпление и наказание на каикчара-депутат Панчо Тонов“
- книга за Христо Ботев
- есе за Хаджи Димитър
- новела за Леваневски
- пиеса за Септемврийското въстание от 1923 г.

Много други творби — лирика, проза, епиграми и др. в папката „Парадокси“.